# La Tour-en-Maurienne
La Tour-en-Maurienne is een fusiegemeente (commune nouvelle) in het Franse departement Savoie (regio Auvergne-Rhône-Alpes). De plaats maakt deel uit van het arrondissement Saint-Jean-de-Maurienne. La Tour-en-Maurienne is op 1 januari 2019 ontstaan door de fusie van de gemeenten Le Châtel (Savoie), Hermillon en Pontamafrey-Montpascal. La Tour-en-Maurienne telde op 1 januari 2022 1.091 inwoners.

## Geografie
De oppervlakte van La Tour-en-Maurienne bedroeg op 1 januari 2022 40,96 vierkante kilometer; de bevolkingsdichtheid was toen 26,6 inwoners per km².

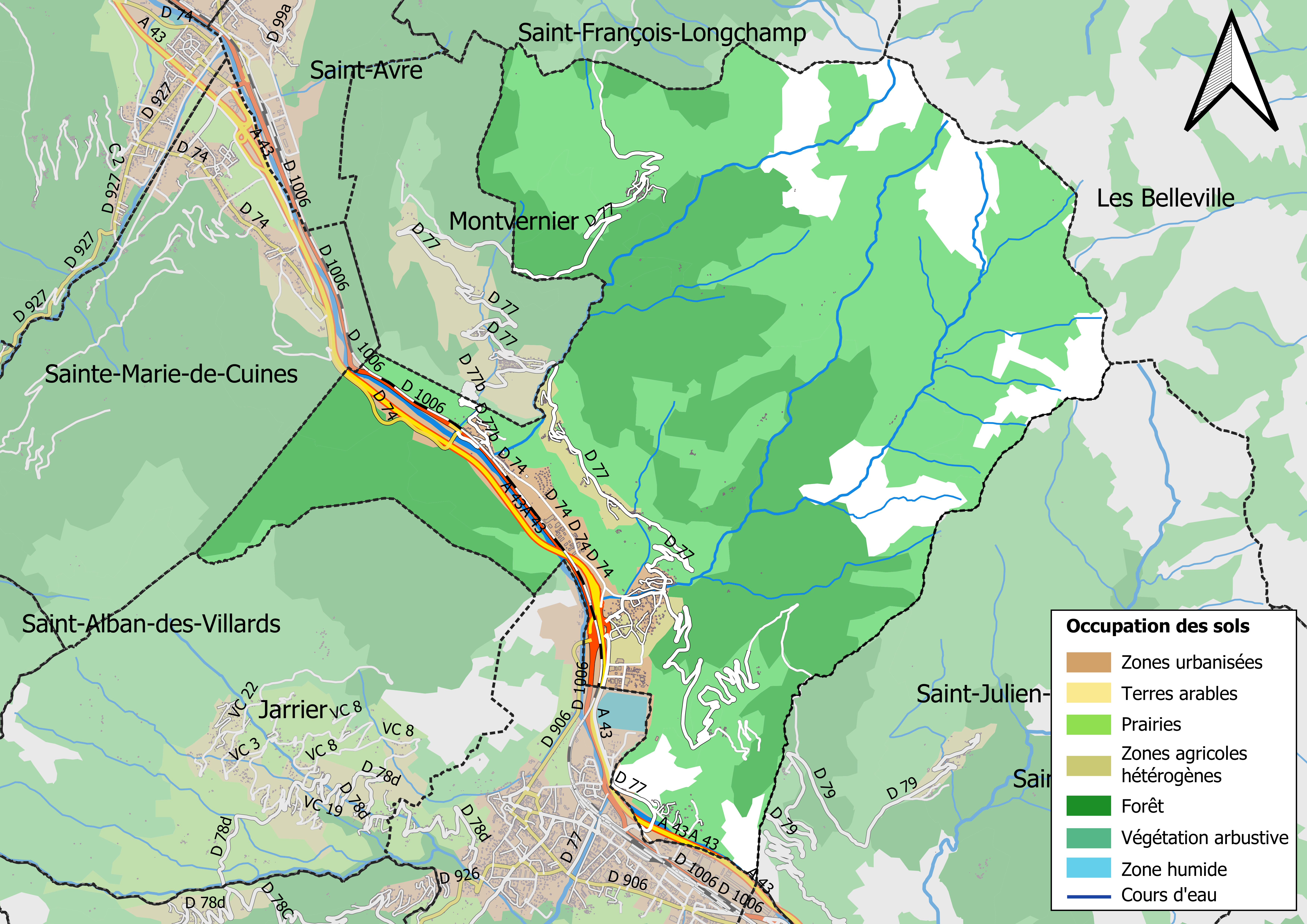
Kaart van de gemeente met de belangrijkste infrastructuur, bodemgebruik en omliggende gemeenten